# Giovanni Giacomo Semenza
Giovanni Giacomo Semenza o Sementi (Bologna, 27 agosto 1583 – Bologna, 8 settembre 1636) è stato un pittore italiano.

## Biografia

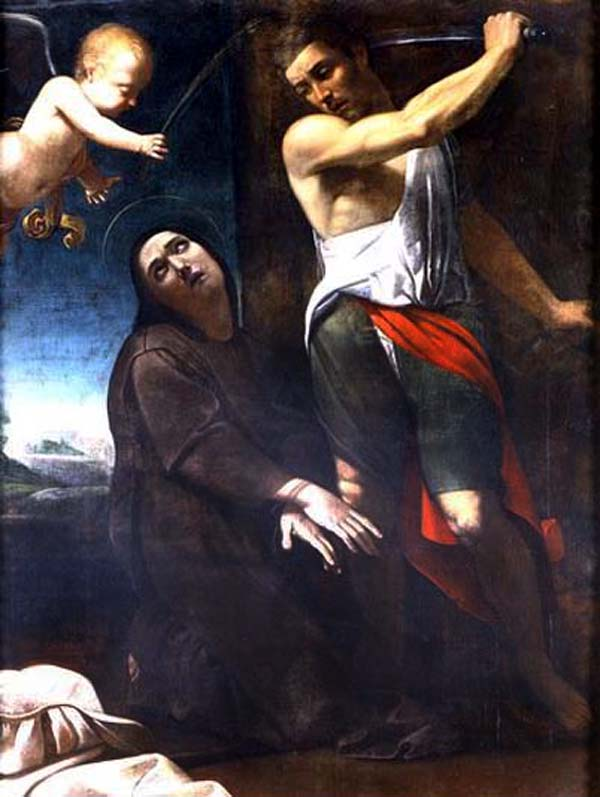
Martirio di Sant'Eugenia

Fu discepolo del pittore Denijs Calvaert prima, poi di Guido Reni. Tra i suoi discepoli vi fu Giacinto Brandi. Tra le sue opere vi è il San Francesco in estasi per la Chiesa di Santa Caterina di Strada Maggiore a Bologna.
Viene ricordato come uno dei principali pittori del suo tempo da Giovanni Baglione nel suo Le vite de' pittori, scultori et architetti.